# Wojna domowa na Litwie (1700)
Wojna domowa na Litwie 1700 (kolizja litewska) – wystąpienie litewskich rodów magnackich Wiśniowieckich, Radziwiłłów, Paców i Ogińskich popieranych przez średnią szlachtę przeciwko dominującej w Wielkim Księstwie Litewskim pozycji rodu Sapiehów z linii Różańskiej.
Pod koniec XVII wieku Sapiehowie skumulowali w swoich rękach najważniejsze litewskie urzędy centralne: 
- hetmanem wielkim litewskim był Kazimierz Jan Sapieha,
- marszałkiem wielkim litewskim był Aleksander Paweł Sapieha,
- wojewodą trockim był Kazimierz Władysław Sapieha,
- podskarbim wielkim litewskim był Benedykt Paweł Sapieha,
- stolnikiem wielkim litewskim był Jerzy Stanisław Sapieha, a koniuszym wielkim litewskim Michał Franciszek Sapieha.

Sprawując faktyczną władzę nad Litwą, Sapiehowie potrafili obrócić działanie aparatu administracyjnego na swój prywatny użytek. Sami egzekwowali wydawane przez siebie wyroki sądowe, przyczyniając się do upadku fortun swoich konkurentów. Spowodowało to zbrojne wystąpienie rodów magnackich, które poczuły się dyskryminowane.
W 1696 roku Jerzy Stanisław Sapieha stłumił antysapieżyńskie wystąpienia w Nowogródku i na Żmudzi. Ziemie litewskie pogrążyły się w 1700 roku w krwawej bratobójczej wojnie domowej, obie strony niszczyły dobra swoich przeciwników (m.in. zniszczono siedzibę rodową Sapiehów w Różanej). 18 listopada 1700 doszło do decydującego starcia w bitwie pod Olkienikami wojsk szlacheckich pod dowództwem Michała Serwacego Wiśniowieckiego, w której Sapiehowie zostali ostatecznie pokonani, tracąc swoją pozycję w Wielkim Księstwie Litewskim. 